# Pietro Fumasoni-Biondi
Pietro Fumasoni-Biondi, né le 25 juillet 1872 à Rome, capitale de l'Italie, et mort le 12 juillet 1960 à Rome, est un cardinal italien, préfet de la congrégation pour la propagation de la foi de 1933 à sa mort.

## Biographie
Pietro Fumasoni-Biondi naît dans une famille de la noblesse récente anoblie par les Savoie. Son père est le marquis Filippo Fumasoni-Biondi et sa mère est née Gertrude Roselli. Il a une sœur qui entre chez les Sœurs missionnaires du Sacré-Cœur,. Il est ordonné prêtre le 17 avril 1897 par le cardinal Parocchi. Pietro Fumasoni-Biondi est secrétaire particulier du cardinal Martinelli O.S.A. et professeur à l'athénée pontifical romain De Propaganda Fide. 
Pietro Fumasoni-Biondi est nommé archevêque titulaire de Dioclée (de) (ou Dioclea) et est envoyé comme délégué apostolique aux Indes orientales en 1916 avec siège à Kandy à Ceylan. Le 15 novembre 1919, il est nommé délégué apostolique au Japon (en), avec juridiction également à Formose et en Corée. Il se fait apprécier du Mikado qui lui confère le Second Ordre du Mérite et le titre de grand officier du Trésor Sacré. Il rentre à Rome le 3 mars 1921 où il est secrétaire de la congrégation pour la propagation de la foi (Propaganda Fide).
En décembre 1922, il est nommé délégué apostolique aux États-Unis , pays qui ne possédait pas encore de nonciature. Il y demeure de longues années et noue des liens importants avec des congrégations missionnaires récentes ou moins récentes, ainsi qu'avec des contributeurs. C'est lui qui présente pour ce pays les nominations hiérarchiques qui sont ensuite envoyées au Saint-Siège. Il envoie aussi à Rome des rapports sur l'état des finances des diocèses, pointant les erreurs de gestion ou les dettes excessives, écrit des commentaires sur la condition des catholiques, leurs faiblesses ou leurs forces par rapport à la majorité non catholique du pays, la composition ethnique des diocèses, etc. En décembre 1927, il écrit à Mgr Diaz, évêque mexicain en exil, alors que le pays est plongé dans la persécution anti-catholique et la révolte des cristeros, que « les évêques ne doivent pas seulement s'abstenir d'appuyer l'action armée, mais rester en dehors et au-dessus de tout parti politique, fût-il bon et honnête...Le Saint-Siège ordonne que tous les prêtres s'abstiennent d'aider matériellement ou moralement la révolution armée. » Il est évident que cette position ne parvint pas jusqu'aux combattants demeurés isolés et qu'elle aurait été de toute manière incomprise. Les Cristeros sont ainsi abandonnés à leur sort.
Le pape Pie XI le créé cardinal au consistoire du 13 mars 1933. Trois mois plus tard, il est nommé  préfet de la Congrégation pour la propagation de la foi, poste qu'il conservera vingt-sept ans, jusqu'à sa mort en 1960, et qu'il marquera de son empreinte. 
Il participe au conclave de 1939, à l'issue duquel Pie XII est élu et au conclave de 1958 (élection de Jean XXIII). Il est camerlingue du Sacré Collège de 1941 à 1946.
Il meurt à Rome et est enterré au Campo Verano.

## Succession apostolique
Pietro Fumasoni-Biondi a ordonné les évêques suivants :
- Évêque James Edwin Cassidy (en) (1930)
- Archevêque Filippo Bernardini (1933)
- Évêque James Anthony Walsh, M.M. (1933)
- Cardinal Paolo Marella (1933)
- Archevêque Mario Zanin (en) (1934)
- Cardinal Antonio Riberi (1934)
- Cardinal Giovanni Panico (1935)
- Cardinal Ildebrando Antoniutti (1936)
- Archevêque Silvestro Patrizio Mulligan (de), O.F.M.Cap. (1937)
- Archevêque Leone Giacomo Ossola (it), O.F.M.Cap. (1937)
- Évêque Johannes Theodor Suhr (it), O.S.B. (1939)
- Évêque Domenico Brizi (1945)
- Archevêque Martin Lucas (en), S.V.D. (1945)
- Évêque Francesco Costantino Mazzieri (pt), O.F.M.Conv. (1949)
- Archevêque Pietro Sigismondi (it) (1950)
- Évêque Dominique Hoàng Văn Đoàn (it), O.P. (1950)
- Évêque John Boekenfoehr (en), O.M.I. (1953)
- Archevêque Romolo Carboni (it) (1953)

## Publications
- (it)  Miscellanea Pietro Fumasoni-Biondi. Studi missionari, éd. Storia e Letteratura a cura di A. Schiaffini e G. de Luca, Rome, 1947